# Donwari
Donwari est un arrondissement situé dans le département de l'Alibori au Bénin. Il est placé sous juridiction administrative de la commune de Kandi.

## Histoire
Donwari devient officiellement un arrondissement le 27 mai 2013 après la délibération et adoption par l'assemblée nationale du Bénin en sa séance du 15 février 2013 de la loi n° 2013-O5 du 15/02/2013 portant création, organisation, attributions et fonctionnement des unités administratives locales en République du Bénin.

## Administration
Donwari fait partie des dix arrondissements que compte la commune de Kandi. Cet arrondissement compte treize villages: Dinin, Dinin Peulh, Donwari, Donwari-Peulh, Gambanè, Gambanè-Peulh, Kpéssarou, Mongo, Mongo-Peulh, Sidérou, Tissarou, Tissarou-Peulh et Touko,.

## Population
Selon le recensement général de la population et de l'habitation (RGPH4) de l'institut national de la statistique et de l'analyse économique (INSAE) au Bénin en 2013, la population de Donwari s'élève à 20778 habitants dont 10381 hommes et 10397 femmes.

## Galerie

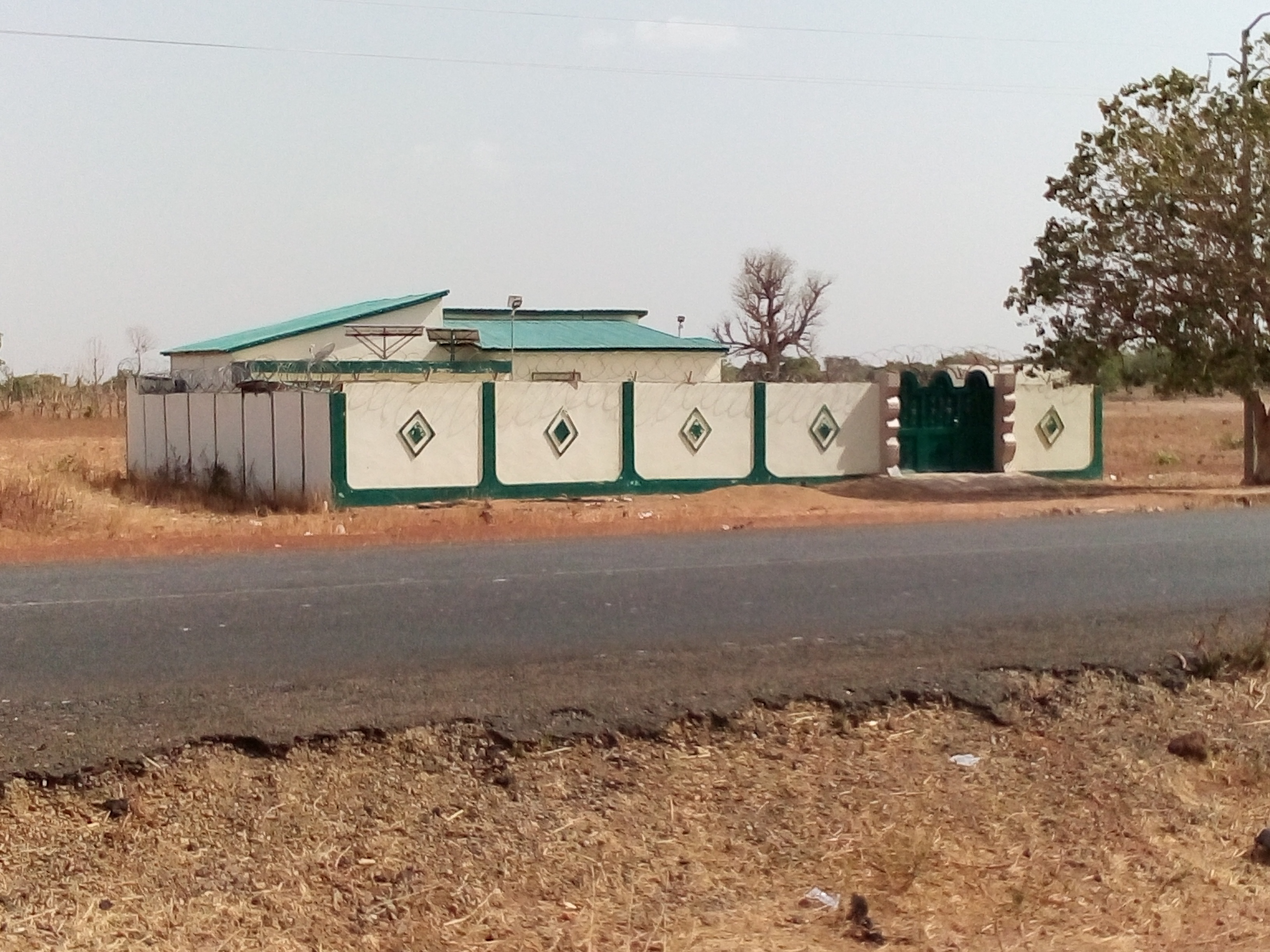
Résidence du directeur du CEG Donwari
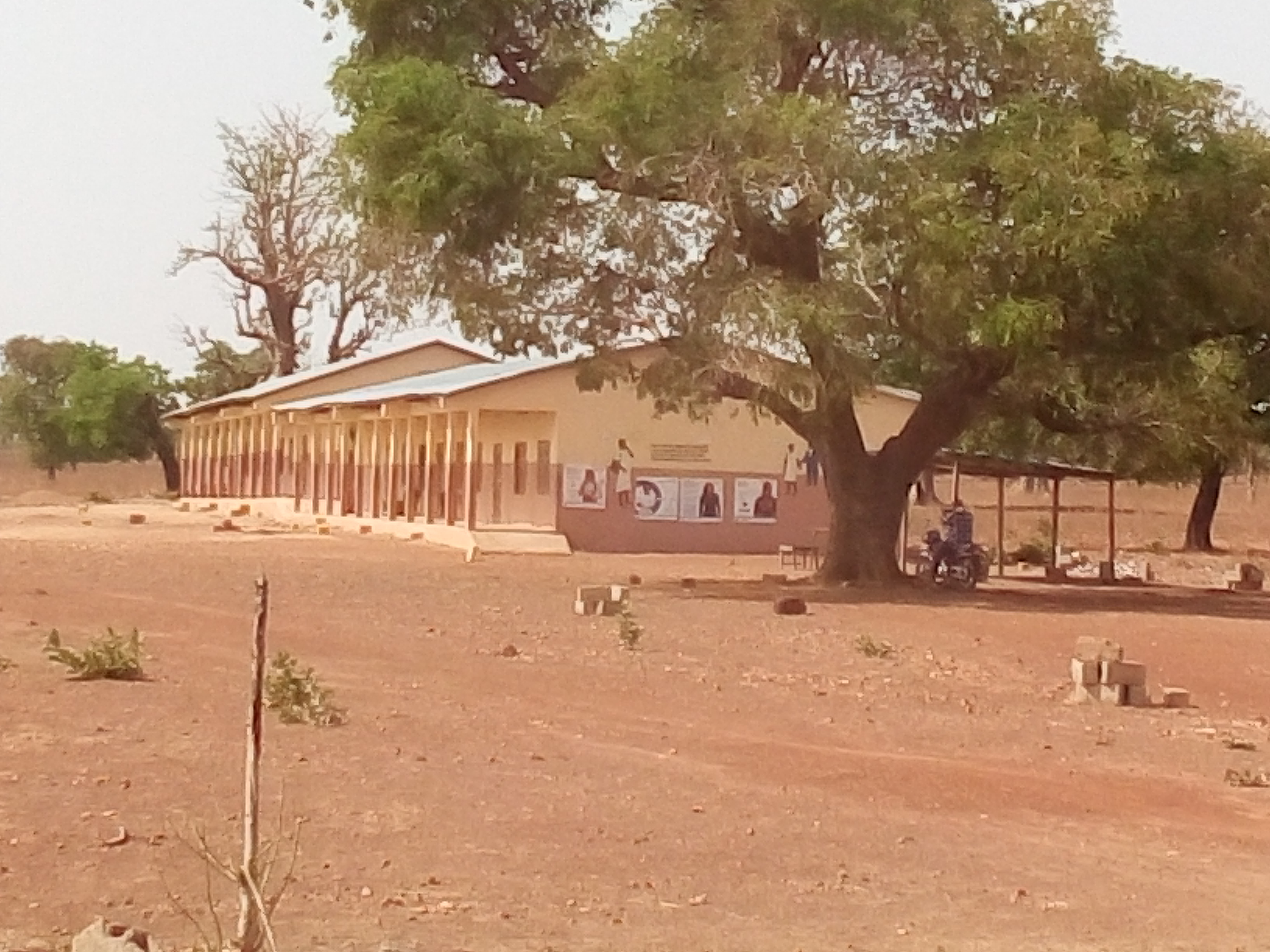
CEG Donwari
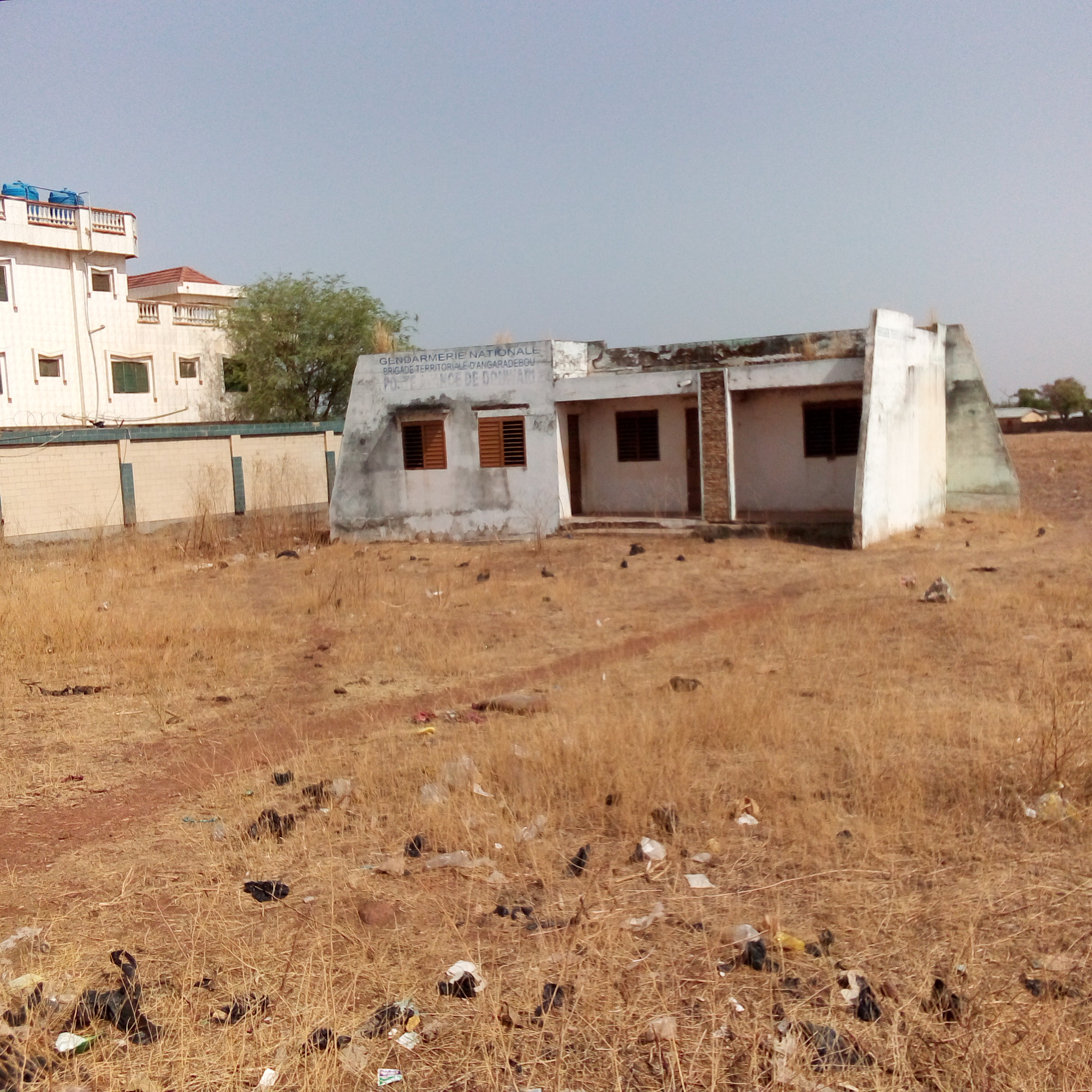
Ancien poste de police de Donwari
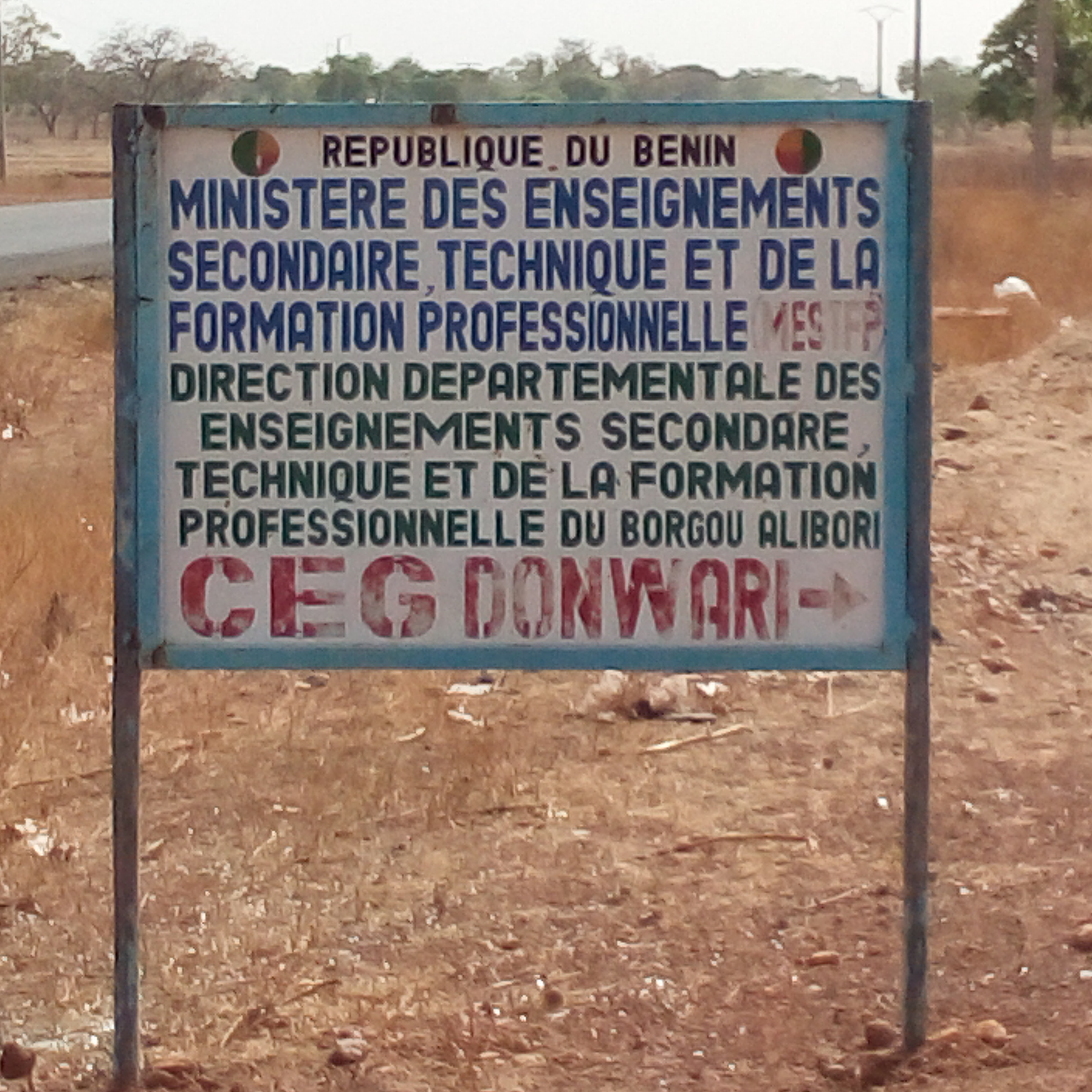
Enseigne du CEG Donwari
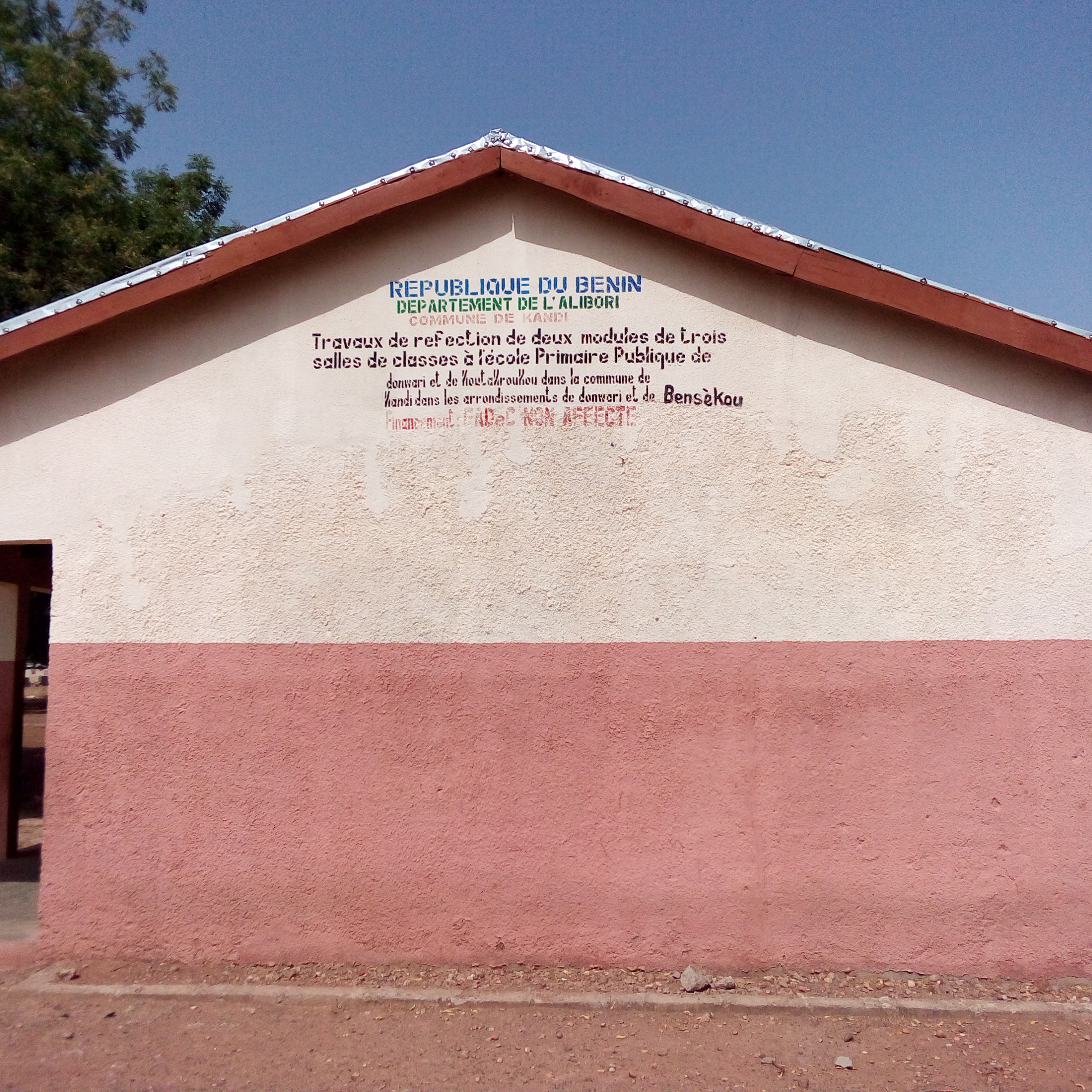
Epp de Donwari
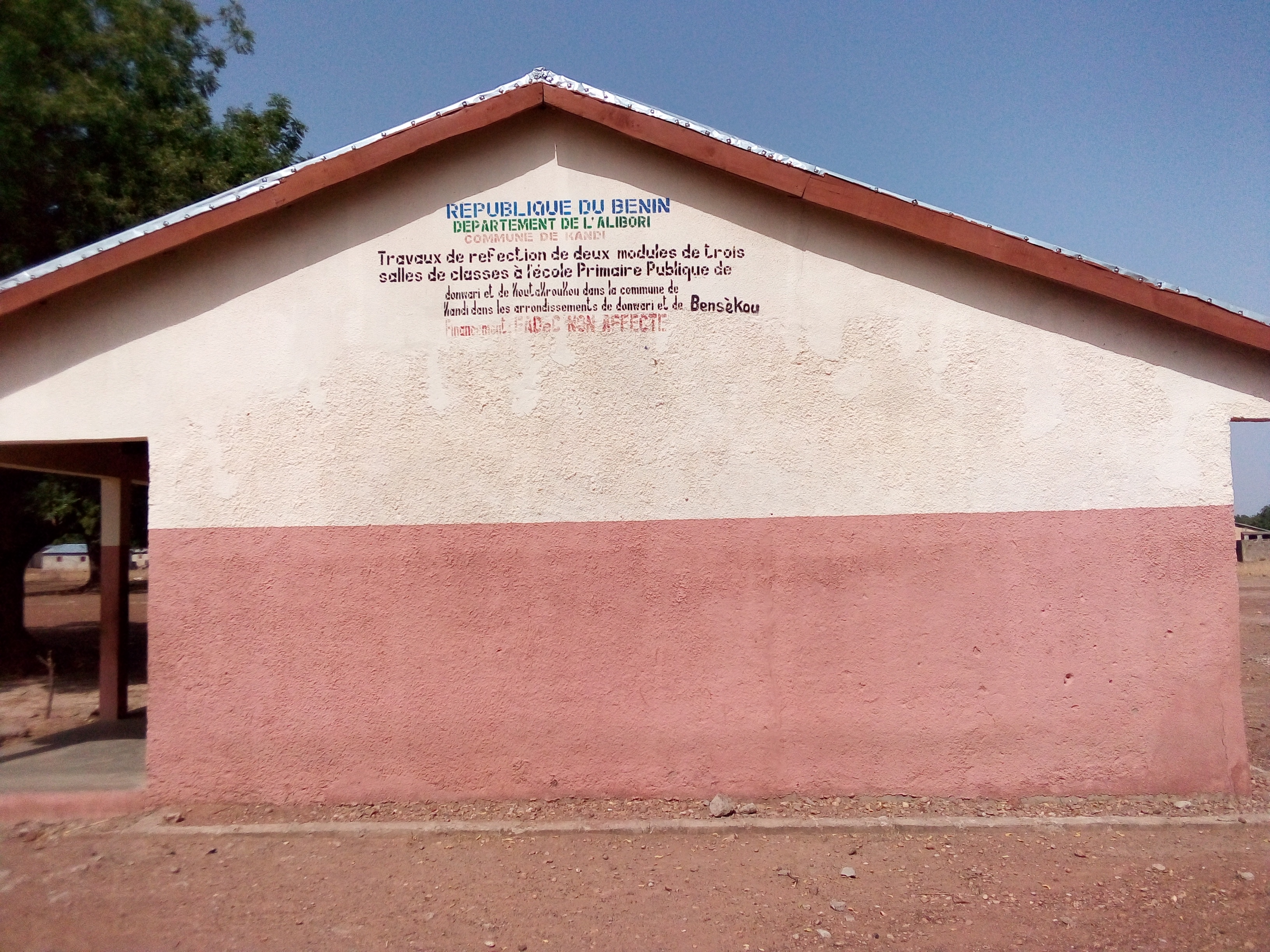
Epp de Donwari (loin)